# 甲賀市議会
甲賀市議会（こうかしぎかい）は、滋賀県甲賀市に設置されている地方議会である。

## 概要
議員定数は2004年（平成16年）の合併から1年1か月までの間は合併特例により旧5町の町議会議員を合わせた80であったが、2005年（平成17年）10月13日に行われた第1回甲賀市議会議員選挙では定数30、2009年（平成21年）の第2回選挙と2013年（平成25年）の第3回選挙では定数27、2017年（平成29年）に行われた第4回選挙以降では定数24と削減が続いている。
第1回の選挙では旧5町をそれぞれ区域とする5つの選挙区で争われたが、第2回以降は全市1区の大選挙区制で施行されている。

## 会派
| 会派名                 | 議席数 | 代表者   | 女性議員数 | 女性議員の比率（％） |
| ---------------------- | ------ | -------- | ---------- | -------------------- |
| 凛風会                 | 8      | 林田久充 | 1          | 12.50                |
| 誠翔会                 | 6      | 戎脇浩   | 1          | 16.66                |
| 日本共産党甲賀市議員団 | 3      | 山岡光広 | 1          | 33.33                |
| 公明党甲賀市議団       | 3      | 田中將之 | 1          | 33.33                |
| （会派に属さない議員） | 3      | －       | 0          | 0                    |
| 現員                   | 23     |          | 4          | 17.39                |

（2021年（令和3年）11月現在）